# Tricia Brock
Tricia Brock (* 1950 in Missouri) ist eine US-amerikanische Regisseurin und Drehbuchautorin bei Film und Fernsehen. International bekannt wurde sie durch den Kinofilm Killer Diller, darüber hinaus inszenierte sie seit 2005 als Regisseurin fürs Fernsehen Episoden für zahlreiche namhafte Serien, u. a. für Saving Grace, The Walking Dead, Mozart in the Jungle oder Bridgerton.

## Leben und Karriere
Tricia Brock wurde als Tochter von Patricia (Patty) Brock (1929–2012) and Allan Brock (1927–2008) geboren. Tricia Brock wuchs im Süden des Bundesstaates Missouri auf. Sie besuchte die High School in Columbia und machte dort ihren Studienabschluss an der University of Missouri im Fachbereich Journalismus. Zu Beginn ihrer Karriere von 1980 bis 1990 war Brock in New York in der Werbebranche tätig, nachdem sie für einen Dokumentarfilm namens Rush, der auf dem New York Film Festival und dem Edinburgh Festival Fringe gezeigt wurde, Geld gesammelt hatte. Dann erhielt sie zu Beginn der 1990er Jahre die Gelegenheit als Drehbuchautorin für Serien wie Twin Peaks und Unter der Sonne Kaliforniens zu arbeiten. 2002 inszenierte sie mit The Car Kid ihren ersten eigenen Kurzfilm. Von Autor Clyde Edgerton hatte sie früh die Filmrechte an Killer Diller erworben, den sie schließlich im Jahr 2004 in der Besetzung Lucas Black, William Lee Scott und Fred Willard auf die große Leinwand brachte.
Seit 2005 inszenierte Tricia Brock als Regisseurin darüber hinaus die Folgen von zahlreichen namhaften Fernsehserien. Darunter Episoden von Serien wie 30 Rock, Taras Welten, White Collar, The Walking Dead, Community oder Bridgerton
Tricia Brock, die seit 1979 verheiratet ist, hat eine Tochter namens Cleo. Ihr Bruder ist der renommierte Fotograf Trel Brock.

## Auszeichnungen (Auswahl)
- 2004: Ehrung beim Heartland International Film Festival mit dem Crystal Heart Award für den Film Killer Diller
- 2012: Auszeichnung mit dem Gracie Allen Award in der Kategorie Outstanding Director – Entertainment für die Folge Gracie in der Serie 30 Rock

## Filmografie (Auswahl)
Regie
- 2005–2008: The L Word – Wenn Frauen Frauen lieben (Fernsehserie, 4 Episoden)
- 2006: Grey’s Anatomy (Fernsehserie, 1 Episode)
- 2006: Huff (Fernsehserie, 1 Episode)
- 2006–2007: Ugly Betty (Fernsehserie, 3 Episoden)
- 2007: Veronica Mars (Fernsehserie, 1 Episode)
- 2007–2010: Saving Grace (Fernsehserie, 6 Episoden)
- 2008: Breaking Bad (Fernsehserie, 1 Episode)
- 2008: Dirt (Fernsehserie, 1 Episode)
- 2008: In Plain Sight – In der Schusslinie (Fernsehserie, 1 Episode)
- 2008: Lipstick Jungle (Fernsehserie, 1 Episode)
- 2008: Pushing Daisies (Fernsehserie, 1 Episode)
- 2009: Gossip Girl (Fernsehserie, 1 Episode)
- 2009: Raising the Bar (Fernsehserie, 1 Episode)
- 2009–2011: 30 Rock (Fernsehserie, 2 Episoden)
- 2009–2011: Taras Welten (Fernsehserie, 3 Episoden)
- 2010: Hawthorne (Fernsehserie, 2 Episoden)
- 2010: The Big C (Fernsehserie, 2 Episoden)
- 2010–2011: White Collar (Fernsehserie, 2 Episoden)
- 2010–2011: The Glades (Fernsehserie, 2 Episoden)
- 2011: Fairly Legal (Fernsehserie, 1 Episode)
- 2011: Hellcats (Fernsehserie, 1 Episode)
- 2011: Friends with Benefits (Fernsehserie, 1 Episode)
- 2011: Against the Wall (Fernsehserie, 1 Episode)
- 2012: Royal Pains (Fernsehserie, 1 Episode)
- 2012–2013: Smash (Fernsehserie, 3 Episoden)
- 2013: Person of Interest (Fernsehserie, 1 Episode)
- 2013: Community (Fernsehserie, 1 Episode)
- 2013: The Killing (Fernsehserie, 1 Episode)
- 2013–2014: The Walking Dead (Fernsehserie, 3 Episoden)
- 2014: Silicon Valley (Fernsehserie, 1 Episode)
- 2014: Suburgatory (Fernsehserie, 1 Episode)
- 2014: Salem (Fernsehserie, 1 Episode)
- 2014: Black Box (Fernsehserie, 2 Episoden)
- 2014: Red Band Society (Fernsehserie, 2 Episoden)
- 2014: Us & Them (Fernsehserie, 1 Episode)
- 2014–2015: Girls (Fernsehserie, 2 Episoden)
- 2014–2016: Mozart in the Jungle (Fernsehserie, 4 Episoden)
- 2015: Detective Laura Diamond (Fernsehserie, 1 Episode)
- 2015: Mr. Robot (Fernsehserie, 1 Episode)
- 2015: Casual (Fernsehserie, 2 Episoden)
- 2015–2016: Younger (Fernsehserie, 4 Episoden)
- 2016: Blindspot (Fernsehserie, 1 Episode)
- 2016: Margot vs. Lily (Fernsehminiserie, 8 Episoden)
- 2016: Orange Is the New Black (Fernsehserie, 1 Episode)
- 2016: Ray Donovan (Fernsehserie, 1 Episode)
- 2016–2017: Outcast (Fernsehserie, 2 Episoden)
- 2017: Empire (Fernsehserie, 1 Episode)
- 2017: Bull (Fernsehserie, 1 Episode)
- 2017: Claws (Fernsehserie, 1 Episode)
- 2017: Halt and Catch Fire (Fernsehserie, 1 Episode)
- 2017: Law & Order: Special Victims Unit (Fernsehserie, 1 Episode)
- 2018: Lodge 49 (Fernsehserie, 2 Episoden)
- 2018: The Deuce (Fernsehserie, 1 Episode)
- 2018: God Friended Me (Fernsehserie, 1 Episode)
- 2018: Weird City (Fernsehserie, 2 Episoden)
- 2019: Into the Badlands (Fernsehserie, 2 Episoden)
- 2019: On Becoming a God in Central Florida (Fernsehserie, 1 Episode)
- 2019: Almost Family (Fernsehserie, 1 Episode)
- 2020: Dummy (TV-Kurzfimserie, 10 Episoden)
- 2020: Love Life (Fernsehserie, 1 Episode)
- 2020: NOS4A2 (Fernsehserie, 2 Episoden)
- 2022–2024: Bridgerton (Fernsehserie, 4 Episoden)

Drehbuch
- 1990–1991: Twin Peaks
- 1992: Unter der Sonne Kaliforniens (Knots Landing)

Produktion
- 1980: Rush (Dokumentarfilm)
- 2002: Due East (Fernsehfilm) (Dokumentarfilm)
- 2020: Dummy (TV-Kurzfimserie, 10 Episoden)